# Stazione di Paese
La stazione di Paese è una fermata ferroviaria di superficie, passante, della linea ferroviaria Vicenza-Treviso, fra le stazioni di Treviso Centrale e Istrana.
La fermata serve il centro di Paese e la zona commerciale limitrofa.
Nel comune è presente un'altra stazione, con denominazione simile, ovvero la stazione di Paese-Castagnole, sita nell'omonima frazione. Questa stazione, però, si trova in un'altra linea ferroviaria, la Montebelluna-Treviso.

## Storia
Originariamente stazione, venne declassata a fermata impresenziata il 3 dicembre 2003.

## Strutture e impianti
La fermata, impresenziata, dispone di due binari passanti.
La fermata dispone di obliteratrici e di parcheggio per automobili e biciclette.

## Movimento
La stazione è servita da treni regionali svolti da Trenitalia nell'ambito del contratto di servizio stipulato con le regioni interessate.

## Servizi
- Parcheggio di scambio
- Sottopassaggio